# ブルックス郡 (テキサス州)
ブルックス郡（ブルックスぐん、英: Brooks County）は、アメリカ合衆国テキサス州の南部に位置する郡である。2010年国勢調査での人口は7,223人であり、2000年の7,976人から9.4%減少した。郡庁所在地はファルフュリアス市（人口4,981人）であり、同郡で人口最大の都市でもある。ブルックス郡は1911年に設立され、郡名はテキサス・レンジャー隊員で州議会議員を務めたジェイムズ・アビジャー・ブルックスにちなんで名付けられた。

## 地理
アメリカ合衆国国勢調査局に拠れば、郡域全面積は944平方マイル (2,444.9 km2)であり、このうち陸地943平方マイル (2,442.4 km2)、水域は0平方マイル (0 km2)で水域率は0.03%である。

### 主要高規格道路
- アメリカ国道281号線
- テキサス州道285号線
- 農場市場直結道路755号線

### 隣接する郡
- ジムウェルズ郡 - 北
- クレバーグ郡 - 北東
- ケネディ郡 - 東
- ヒダルゴ郡 - 南
- スター郡 - 南西
- ジムホッグ郡 - 西
- デュバル郡 - 北西

## 人口動態
以下は2000年の国勢調査による人口統計データである。
| 基礎データ - 人口: 7,976人 - 世帯数: 2,711 世帯 - 家族数: 2,079 家族 - 人口密度: 3人/km2（8人/mi2） - 住居数: 3,203軒 - 住居密度: 1軒/km2（3軒/mi2） 人種別人口構成 - 白人: 75.84% - アフリカン・アメリカン: 0.19% - ネイティブ・アメリカン: 0.46% - アジア人: 0.09% - 太平洋諸島系: 0.08% - その他の人種: 21.58% - 混血: 1.77% - ヒスパニック・ラテン系: 91.57% 年齢別人口構成 - 18歳未満: 31.6% - 18-24歳: 8.9% - 25-44歳: 23.4% - 45-64歳: 21.7% - 65歳以上: 14.4% - 年齢の中央値: 34歳 - 性比（女性100人あたり男性の人口） - 総人口: 94.2 - 18歳以上: 89.9 | 世帯と家族（対世帯数） - 18歳未満の子供がいる: 38.9% - 結婚・同居している夫婦: 52.2% - 未婚・離婚・死別女性が世帯主: 19.1% - 非家族世帯: 23.3% - 単身世帯: 21.4% - 65歳以上の老人1人暮らし: 11.3% - 平均構成人数 - 世帯: 2.92人 - 家族: 3.38人 収入と家計 - 収入の中央値 - 世帯: 18,622米ドル - 家族: 22,473米ドル - 性別 - 男性: 23,051米ドル - 女性: 16,103米ドル - 人口1人あたり収入: 10,234米ドル - 貧困線以下 - 対人口: 40.2% - 対家族数: 36.9% - 18歳未満: 51.7% - 65歳以上: 30.4% |

## 政治
テキサス州は共和党の強力な地盤であるが、ブルックス郡は創設された1911年以降、共和党大統領候補を選んだことが無い。2004年の大統領選挙では民主党候補のジョン・ケリーに1,820票を投じ、対する共和党のジョージ・W・ブッシュは844票に留まった。

## 都市と町
- エアポートロードアディション
- カントゥアディション
- エンシノ
- ファルフュリアス - 郡庁所在地
- フロウェラ
- ラチャル